# أل هاركر
ألبيرت هاركر (بالإنجليزية: Al Harker)‏ الشهير باسم أل هاركر (11 أبريل 1910 - 3 أبريل 2006) لاعب كرة قدم أمريكي راحل كان يجيد اللعب في خط الدفاع.
لعب طوال مسيرته الرياضية في أندية كلية جيرارد (1926-1929) كورينثيانز (1929-1930) أبر داربي (1930-1931) كينسينغتون بلو بيلز (1931-1932) فيلاديلفيا جيرمان أميريكانز (1932-1941) فيلاديلفيا أميريكانز (1941).
شارك مع منتخب الولايات المتحدة في بطولة كأس العالم 1934 في إيطاليا حيث خرج من الدور الثمن النهائي.

## وصلات خارجية
- أل هاركر على موقع الاتحاد الدولي (مؤرشف)  (الإنجليزية)
- أل هاركر على موقع Soccerway.com (الإنجليزية)
- أل هاركر على موقع عالم كرة القدم.نت (الإنجليزية)
- هذا سيرة ذاتية